# Етиленовий зв'язок
Етиле́новий зв'язо́к (рос. этиленовая связь, англ. ethylene linkage) — подвійний хімічний зв'язок між двома атомами карбону C=C (в sp²-гібридизації), утворений двома електронами від кожного атома в результаті перекривання їхніх sp²- і p-орбіталей.